# Dipturus crosnieri
Dipturus crosnieri är en rockeart som först beskrevs av Bernard Séret 1989.  Dipturus crosnieri ingår i släktet Dipturus och familjen egentliga rockor. IUCN kategoriserar arten globalt som sårbar. Inga underarter finns listade i Catalogue of Life.